# Gaël Varoquaux

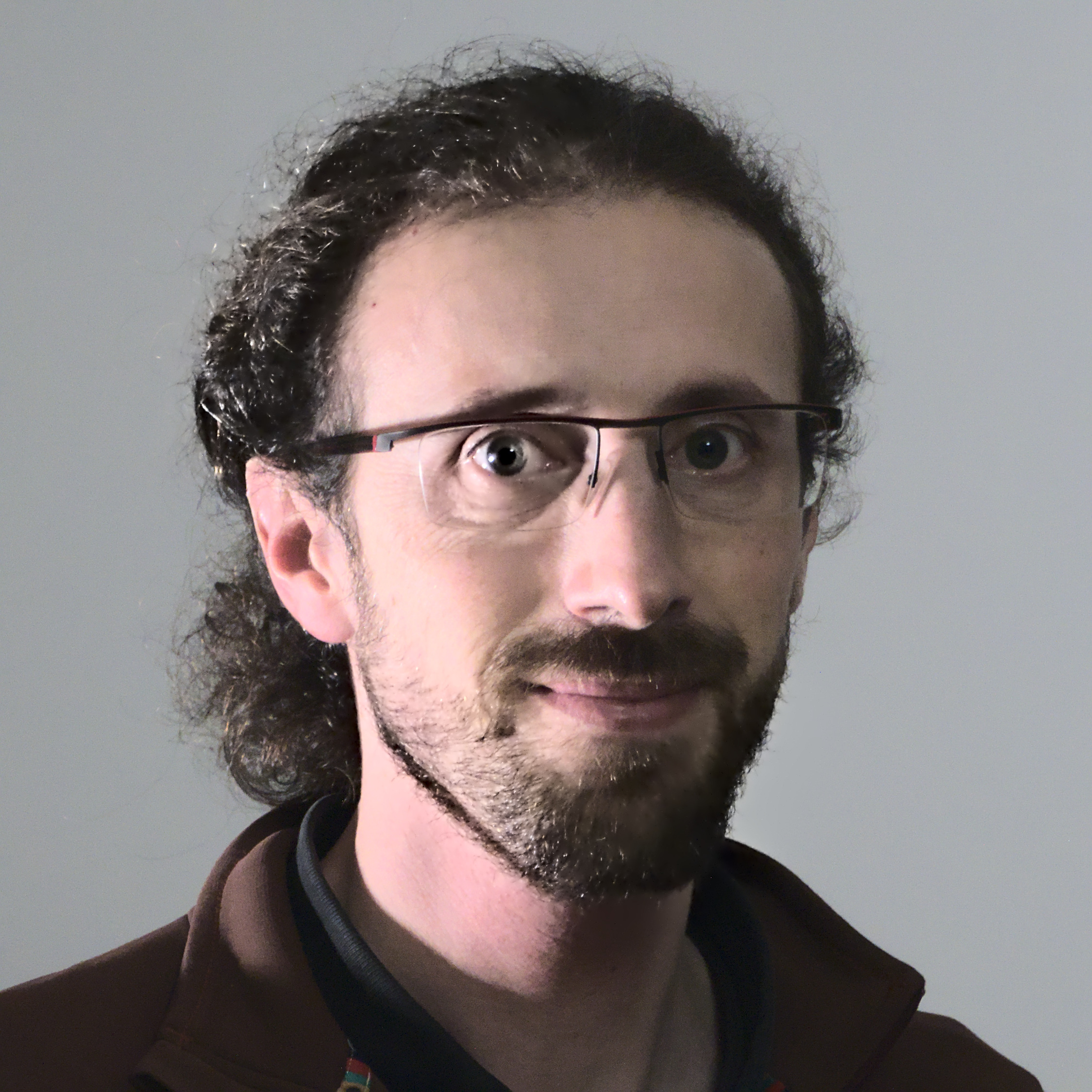
Gaël Varoquaux

Gaël Varoquaux (* 1981) ist ein französischer Quantenphysiker. Er forscht vor allem zu bildgebenden Verfahren des Gehirns mithilfe maschinellen Lernens. Er ist Mitentwickler der Programmbibliothek Scikit-learn.

## Leben
Varoquaux studierte von 2001 bis 2004 an der École Normale Supérieure Quantenphysik.

## Karriere und Forschungsschwerpunkte
Nach dem Studium promovierte er von 2005 bis 2008 an der Université Paris-Sud Orsay unter der Betreuung des Nobelpreisträgers Alain Aspect. Ein halbes Jahr verbrachte er als Marie Curie Fellow am European Laboratory for Non-Linear Spectroscopy (LENS) in Florenz unter der Leitung von Massimo Inguscio. Seine Dissertation befasste sich mit dem Thema „Atomare Quellen für langzeitfluginterferometrische Trägheitssensoren“. Für seine Dissertation benötigte er 3D-Visualisierungen von magnetischen Feldern, weshalb er Mayavi, eine Python-Softwarebibliothek, umschrieb. Daraus entstand eine Zusammenarbeit zwischen Varoquaux und dem Entwickler von Mayavi, Prabhu Ramachandran, der zu der Zeit für das Software-Startup Enthought arbeitete. Er arbeitete im Sommer 2008 für Enthought als Berater im Bereich Datenverarbeitung und -visualisierung. Diese trugen die Kosten für die SciPy-Konferenz 2009 an der er teilnahm, was seinen Einstieg in die Python-Community/Open-Source-Community und den Wechsel von Physik zur Informatik markierte. Zur gleichen Zeit arbeitete er für die UC Berkeley als Software Engineer, wo er an dem Python-Paket nipy arbeitete, was zur Visualisierung von Neuroimaging Daten dient.
Nach der Promotion übernahm er eine Postdoc-Stelle, zunächst ab 2008 für zwei Jahre am INRIA, wo er an Methoden zur funktionellen Magnetresonanztomographie (fMRI) forschte. Dabei arbeitete er vor allem mit unüberwachtem Lernen, um den Ruhezustand des Gehirns zu modellieren. Dann war ein Jahr als Post-Doc am INSERM in der Abteilung für Cognitive Neuroimaging tätig und beschäftigte sich dort mit Prognose von Defiziten nach Schlaganfällen mittels fMRI. Dann wechselte er zurück ans INRIA. Sein Forschungsschwerpunkt lag weiterhin auf bildgebenden Verfahren des Gehirns mithilfe von maschinellem Lernen. Von 2015 bis 2018 betreute Varoquaux die Dissertation von Arthur Mensch, dem Mitgründer von Mistral AI. Zwischen 2019 und 2020 war er Gastprofessor an der McGill University in Montreal. Nach seiner Rückkehr ans INRIA wurde er Direktor des Soda-Teams.
Seit 2010 ist er an der Entwicklung von Scikit-learn beteiligt, einer Python-Bibliothek für maschinelles Lernen. Ende 2010 wurde die erste Version veröffentlicht und das wissenschaftliche Paper dazu hat fast 90 000 Zitationen. Seit 2018 ist er Direktor des Scikit-learn-Konsortiums.
Laut Google Scholar liegt der h-Index von Varoquaux im Jahr 2024 bei 68.

## Auszeichnungen
- 2008: FOSS India award für Mayavi (zusammen mit Prabhu Ramachandran)
- 2022: Unter den Top 25 meist zitierten französischen Wissenschaftlern laut Clarivate[10]